# 1863 Antínoo
Antínoo (asteroide 1863, com a designação provisória 1948 EA) é um asteroide cruzador de Marte. Possui uma excentricidade de .6071050829344494 e uma inclinação de 18.4012º.
Este asteroide foi descoberto no dia 7 de março de 1948 por Carl A. Wirtanen.
Este asteroide recebeu este nome em homenagem ao parceiro amoroso do imperador romano Adriano, Antínoo.